# Tierra de Medina
Tierra de Medina és una comarca de la província de Valladolid. El cap comarcal és Medina del Campo.

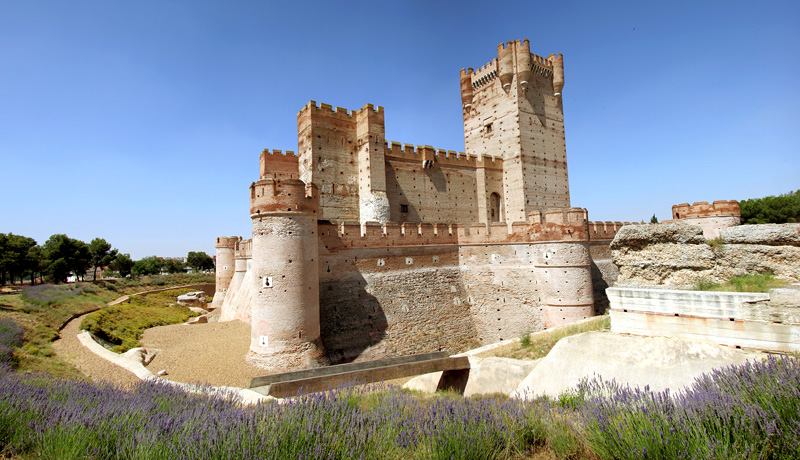
Castell de La Mota

## Municipis
- Alaejos
- Ataquines
- Bobadilla del Campo
- Bocigas
- Brahojos de Medina
- El Campillo
- Carpio
- Castrejón de Trabancos
- Cervillego de la Cruz
- Fresno el Viejo
- Fuente el Sol
- La Seca
- Lomoviejo
- Matapozuelos
- Medina del Campo
- Moraleja de las Panaderas
- Muriel
- Nava del Rey
- Nueva Villa de las Torres
- Olmedo
- Pozal de Gallinas
- Pozaldez
- Ramiro
- Rubí de Bracamonte
- Rueda
- Salvador de Zapardiel
- San Pablo de la Moraleja
- San Vicente del Palacio
- Serrada
- Siete Iglesias de Trabancos
- Torrecilla de la Orden
- Velascálvaro
- Ventosa de la Cuesta
- Villanueva de Duero
- Villaverde de Medina
- La Zarza

Les pedanies de Medina del Campo són: 
- Gomeznarro
- Rodilana

Les pedanies de Rueda: 
- Torrecilla del Valle
- Foncastín